# صندوق جدوى ريت الحرمين
صندوق جدوى ريت الحرمين هو صندوق استثمار عقاري متداول متوافق مع ضوابط الشريعة الإسلامية بحسب الهيئة الشرعية لشركة جدوى للاستثمار والتي يرأسها الشيخ الدكتور/ عبد الله المطلق ويشغل عضويتها الشيخ الدكتور/ محمد على بن إبراهيم القري بن عيد والشيخ/ بدر بن عبد العزيز العمر والشيخ/ أحمد بن عبد الرحمن القايدي. ويعمل الصندوق وفقاً للائحة صناديق الاستثمار العقاري والتعليمات الخاصة بصناديق الاستثمار العقارية المتداولة الصادرة من هيئة السوق المالية. ويستثمر الصندوق بشكل أساسي في الأصول العقارية بمدينتي مكة المكرمة والمدينة المنورة.
الهدف الرئيسي للصندوق هو توفير دخل جاري للمستثمرين من خلال الاستثمار في أصول عقارية مُدِرة للدخل. سيقوم الصندوق - مرتين كل عام ميلادي - بتوزيع نقدي سنوي بنسبة لا تقل عن 90٪ من صافي أرباح الصندوق السنوية باستثناء الأرباح الرأسمالية الناتجة عن بيع الأصول العقارية والاستثمارات الأخرى والتي قد يعاد استثمارها لغايات الاستحواذ على أصول إضافية أو صيانة وتجديد أصول الصندوق القائمة. تتم إدارة الصندوق من قبل شركة جدوى للاستثمار وهي شركة مساهمة مقفلة مسجلة كشخص مرخص له بموجب لائحة الأشخاص المرخص لهم الصادرة عن مجلس الهيئة طبقاً لنظام السوق المالية. صندوق جدوى ريت الحرمين من موقع تداول

## وصلات خارجية
- صندوق جدوى ريت الحرمين حقائق وأرقام